# Jonas Koch
Jonas Koch (Schwäbisch Hall, 25 de junio de 1993) es un ciclista profesional alemán. Desde 2022 corre para el equipo Red Bull-BORA-hansgrohe de categoría UCI WorldTeam.

## Palmarés
2015
- 1 etapa del Tour del Porvenir

2021
- 2.º en el Campeonato de Alemania en Ruta

## Resultados en Grandes Vueltas y Campeonatos del Mundo
| Carrera         | Carrera         | 2012 | 2013 | 2014 | 2015 | 2016 | 2017 | 2018 | 2019 | 2020  | 2021 | 2022 | 2023 | 2024  |
| --------------- | --------------- | ---- | ---- | ---- | ---- | ---- | ---- | ---- | ---- | ----- | ---- | ---- | ---- | ----- |
|                 | Giro de Italia  | —    | —    | —    | —    | —    | —    | —    | —    | —     | —    | —    | —    | 100.º |
|                 | Tour de Francia | —    | —    | —    | —    | —    | —    | —    | —    | 125.º | Ab.  | —    | —    | —     |
|                 | Vuelta a España | —    | —    | —    | —    | —    | —    | —    | 60.º | —     | —    | 99.º | 93.º | —     |
| Mundial en Ruta | Mundial en Ruta | —    | —    | —    | —    | —    | —    | —    | Ab.  | Ab.   | —    | Ab.  | —    | —     |

—: no participa

Ab.: abandono